# Robot aspirateur

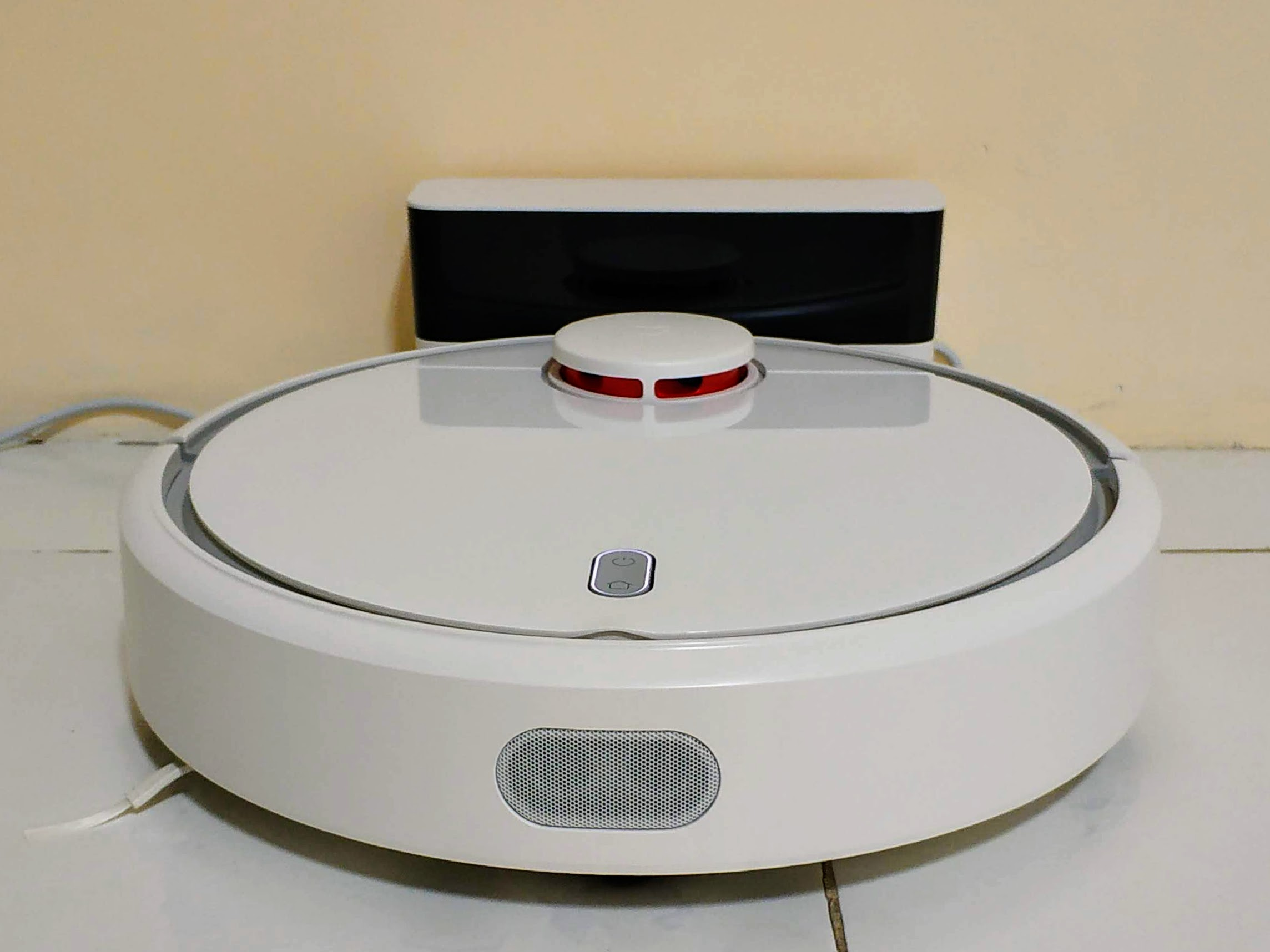
Un aspirateur robot équipé d'un télémètre laser (à l'intérieur du disque au-dessus de l'aspirateur) sur sa base de rechargement.

Un robot aspirateur est un aspirateur robotisé, c'est-à-dire capable de réaliser le travail d'un aspirateur de manière autonome, sans intervention d'un être humain.

## Histoire

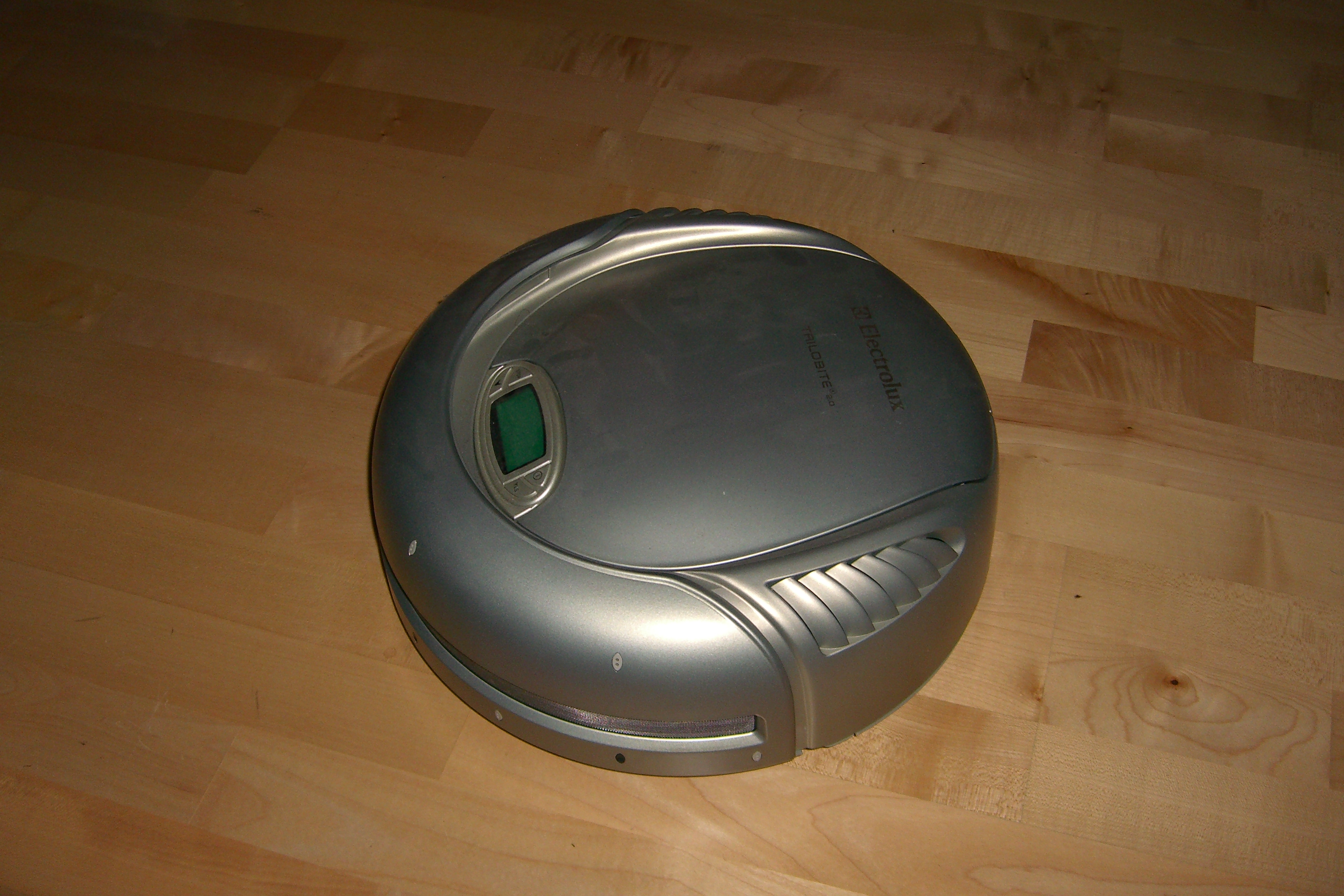
Un Electrolux Trilobite 2.0.

En 1996, Electrolux commercialise le premier robot aspirateur, le Trilobite. En 1997, l'une des premières versions du Trilobite fut présentée par la BBC.
En 2001, Dyson présente  un prototype de robot aspirateur, mais renonce à le commercialiser en raison d'un prix trop élevé.
En 1990, trois roboticiens, Colin Angle, Helen Greiner et Rodney Brooks, fondent iRobot. Le Roomba est lancé en 2002. En 2005, iRobot lance le Scooba, un robot laveur.
En 2010, le Neato Robotics XV-11 est le premier robot aspirateur utilisant un télémètre laser pour cartographier les pièces, ce qui lui permet de se déplacer de façon méthodique plutôt que de façon aléatoire comme ses prédécesseurs.
En 2015, Dyson et iRobot lancent chacun un robot aspirateur cartographiant les pièces au moyen d'une caméra,.
En 2016, le directeur général de iRobot affirme que 20 % des aspirateurs vendus dans le monde seraient des aspirateurs robots.

## Modes de déplacement
Les principaux modes de déplacement sont les suivants :
- Aléatoire : le robot alterne les modes de déplacement (ligne droite, spirale, contour) en fonction de ce qu'il perçoit de son environnement ;
- Systématique : le robot cartographie la pièce à l'aide d'un télémètre laser, d'une caméra ou d'un émetteur de géolocalisation local avant de calculer le meilleur itinéraire de nettoyage[9],[10],[11];
- Contour : le robot contourne les obstacles et murs qu'il rencontre ;
- Spirale : le robot effectue une spirale sur un endroit particulier pour plus d'efficacité ;
- Détecte et évite : le robot détecte et évite les escaliers ou autres types de descentes.

Un aspirateur robot classique permet de nettoyer de 80m² jusqu’à 150m².[réf. nécessaire]

## Fonctionnalités et accessoires

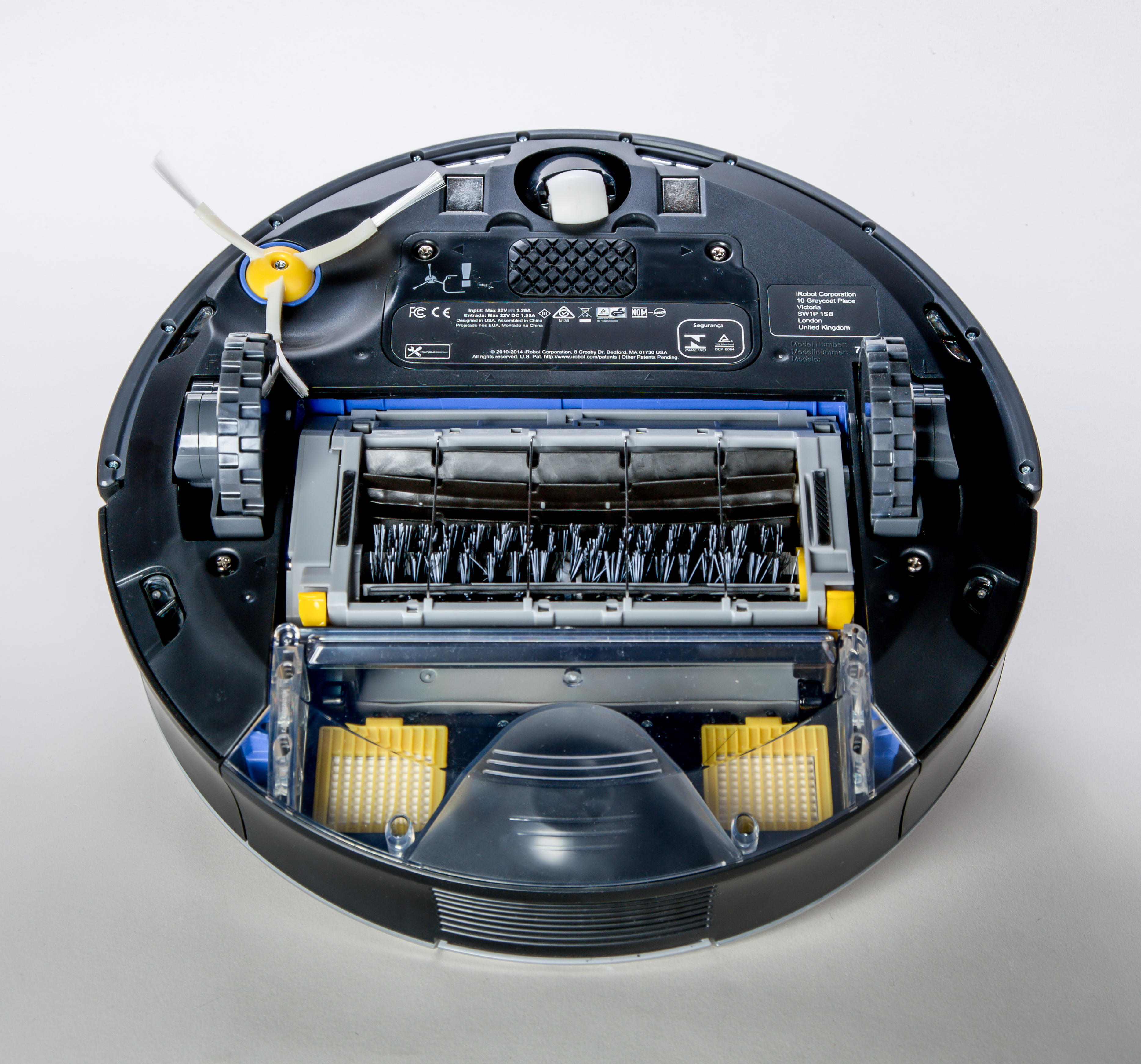
Vue du dessous d'un iRobot Roomba.

Plusieurs fonctionnalités et accessoires sont disponibles suivant le modèle et la marque :
- un programmateur pour une mise en marche à une heure donnée
- des murs infrarouge pour délimiter des surfaces à nettoyer ou non
- une lampe ultraviolet pour stériliser les sols.
- une lingette nettoyante
- une base de recharge où l'aspirateur retourne tout seul une fois son travail terminé ou une fois déchargé.
- une télécommande
- un télémètre laser ou une caméra pour cartographier la pièce et/ou reconnaître les obstacles
- une batterie rechargeable
- des capteurs de vide détectent les escaliers pour éviter les chutes
- vidage automatique du bac collecteur dans la base de recharge[12],[13]
- reconnaissance du type mobilier[14]
- commande vocale[14]
- routines de nettoyage préenregistrées[14]